# Cuiabá Esporte Clube
Il Cuiabá Esporte Clube, noto anche semplicemente come Cuiabá, è una società calcistica brasiliana con sede nella città di Cuiabá, capitale dello stato del Mato Grosso.

## Storia

### Fondazione e i primi anni
Il club è stato fondato il 10 dicembre 2001, dal calciatore in pensione Gaúcho. Il Cuiabá ha vinto il Campionato Mato-Grossense nel 2003 e nel 2004. Ha partecipato alla Coppa del Brasile nel 2004, dove è stato eliminato al primo turno dal Goiás, e nel 2005, dove è stato eliminato al primo turno dal Vila Nova.

### Crisi finanziaria e fallimento
Negli anni successivi, a causa dell'insoddisfazione di Gaúcho nei confronti della Federação Mato-Grossense de Futebol e dopo una crisi finanziaria dopo che il club non ha rinnovato il contratto con il proprio sponsor, il Cuiabá ha chiuso il suo reparto di calcio nel 2006.

### Il ritorno
Il Cuiabá ha riaperto il suo reparto di calcio nel 2009, partecipando al Campeonato Mato-Grossense Segunda Divisão. Nello stesso anno è stato finalista della Copa Governador de Mato Grosso, poi vincendo la competizione nel 2010, dopo aver battuto l'Operário FC 2-0 e 3-1 in finale.
Il club è di proprietà dei fratelli Dresch, che possiedono anche la Drebor Borrachas, una fabbrica situata a Cuiabá, che hanno acquistato le azioni del club di Gaúcho e hanno iniziato a investire nel club. La Drebor è anche lo sponsor del club. Il Cuiabá ha vinto il Campionato Mato-Grossense di nuovo nel 2011, dopo aver battuto il Barra do Garças in finale. Ha partecipato alla Coppa del Brasile nel 2011, dove è stato eliminato al primo turno dal Ceará.
Ha partecipato al Campeonato Brasileiro Série D nel 2011, ed è stato promosso nel Campeonato Brasileiro Série C 2012 dopo aver battuto l'Independente di Tucuruí, Pará, 2-0 e 4-2 ai quarti di finale.
Il Cuiabá ha vinto la Copa Verde 2015, il loro primo titolo importante al di fuori dello stato.
Il 23 gennaio 2021, il Cuiabá ha conquistato la promozione in Série A per la prima volta nella sua storia.

## Palmarès

### Competizioni regionali
- Copa Verde: 2

2015, 2019

### Competizioni statali
- Campionato Mato-Grossense: 13

2003, 2004, 2011, 2013, 2014, 2015, 2017, 2018, 2019, 2021, 2022, 2023, 2024
- Copa Governador de Mato Grosso: 3

2010, 2016, 2017

### Competizioni giovanili
- Campeonato Brasileiro Sub-23: 1

2022

### Altri piazzamenti
- Campeonato Brasileiro Série C:

Secondo posto: 2018
- Campeonato Brasileiro Série D:

Terzo posto: 2011
- Copa Verde:

Semifinalista: 2023, 2024

## Organico

### Rosa 2025
| N. |                    | Ruolo | Calciatore        |
| -- | ------------------ | ----- | ----------------- |
|    | Brasile (bandiera) | P     | Walter            |
|    | Brasile (bandiera) | P     | João Carlos       |
|    | Brasile (bandiera) | P     | Vinicius Barreta  |
|    | Brasile (bandiera) | D     | Marllon           |
|    | Brasile (bandiera) | D     | Ricardo Cerqueira |
|    | Brasile (bandiera) | D     | João Maranini     |
|    | Brasile (bandiera) | D     | Uendel            |
|    | Brasile (bandiera) | D     | Matheus Alexandre |
|    | Brasile (bandiera) | D     | Matheusinho       |
|    | Brasile (bandiera) | D     | Gustavo Café      |
|    | Brasile (bandiera) | D     | Rikelme           |
|    | Brasile (bandiera) | C     | Fernando Sobral   |

| N. |                     | Ruolo | Calciatore    |
| -- | ------------------- | ----- | ------------- |
|    | Brasile (bandiera)  | C     | Rafael Gava   |
|    | Brasile (bandiera)  | C     | Rodriguinho   |
|    | Brasile (bandiera)  | C     | Denilson      |
|    | Brasile (bandiera)  | C     | Lucas Cardoso |
|    | Brasile (bandiera)  | C     | Vinícius Boff |
|    | Brasile (bandiera)  | C     | Jonathan Cafú |
|    | Paraguay (bandiera) | A     | Isidro Pitta  |
|    | Brasile (bandiera)  | A     | Iury Castilho |
|    | Brasile (bandiera)  | A     | Caio Mota     |
|    | Brasile (bandiera)  | A     | Derik Lacerda |